# Mark Foster (cantante)
Mark Derek Foster (Milpitas, 29 febbraio 1984) è un cantautore e musicista statunitense noto per essere il cantante e fondatore del gruppo Foster the People.
È anche l'unico membro originale rimasto dei Foster the People.

## Discografia

### Da solista
Singoli
- 2007 – Sorry Little Lucy[senza fonte]
- 2009 –  Solo Songs[senza fonte]
- 2012 –  Polartropic (You Don't Understand Me)[senza fonte]

### Con i Foster the People
Album in studio
- 2011 – Torches
- 2014 – Supermodel
- 2017 – Sacred Hearts Club
- 2024 – Paradise State of Mind